# 萨尔瓦多广场
萨尔瓦多广场是巴黎第七区的一个广场，位于荣军院以南，Breteuil大街和Duquesne大街等道路的交汇处。
萨尔瓦多广场附近的地铁站是圣方济各沙勿略站。
萨尔瓦多广场得名于中美洲国家萨尔瓦多，命名于1965年。